# 엘리에이저 에르난데스
엘리에세르 알렉시스 에르난데스(Elieser Alexis Hernandez, 1995년 5월 3일 ~ )는 베네수엘라의 야구 선수이자, 전 KBO 리그 LG 트윈스의 투수이다.

## 미국 프로야구 시절
2018년에 마이애미 말린스에 입단하였다.

## 한국 프로야구 시절

### LG 트윈스시절
2024년 7월 20일에 케이시 켈리를 대체할 외국인 투수로 영입되었는데 한때 퉁이가 본인(에르난데스)을 노렸지만 조건이 안 맞아 무산됐다.
2025년 8월 3일에 웨이버 공시되었으며, 그의 대체 선수는 앤더스 톨허스트이다.
1. ↑  한용섭 (2024년 7월 26일). “‘눈물의 작별’ 켈리, 끝까지 예우한다…차명석 단장 “예우 갖춰 마지막 만나야죠””. OSEN. 2024년 10월 5일에 확인함.